# Радіовисотомір
Радіовисотомір використовується на літаках для вимірювання висоти над рельєфом в точці під літаком або космічним кораблем шляхом вимірювання часу випромінюваний імпульс радіохвиль відіб'ється  назад від землі до літака. Цей різновид висотоміра дозволяє встановити відстань між антеною і землею, що знаходиться прямо під нею, на відміну від барометричного висотоміра, який встановлює висоти над визначеним датумом, який зазвичай задається середнім рівнем моря.

## Визначення за ITU
Із юридичної точки зору, радіовисотомір – відповідно до розділу 1.108 правил Міжнародного телекомунікаційного союзу (ITU) ITU Radio Regulations (RR) – визначається як «'Радіонавігаційне обладнання, на борту літака або космічного корабля, який використовується для визначення висоти положення літака або судна над поверхнею Землі або іншою поверхнею.» Радіонавігаційне обладнання повинне класифікуватися радіослужбою як таке, що діє постійно або тимчасово. 

## Принцип
Як зрозуміло з назви, основоположним принципом системи є радіо радар (англ. ra'dio detection and ranging). Система передає радіо хвилі вниз на землю і заміряє час, за який вони відіб'ються назад до повітряного судна.  Висота над землею розраховується із часу, за який хвилі проходять цю відстань і швидкості світла.
Радіовисотоміри зазвичай працюють в діапазонах частоти хвиль E смуги, Ka смуги, або, для більш точного вимірювання рівня моря, S смуги. Принцип радіовисотоміру також є надійним і точним методом вимірювання висоти над водою, при довгих маршрутах над водою.